# ايمي ليندساي
ايمي ليندساي (بالإنجليزية: Amy Lindsay)‏ مواليد 3 سبتمبر 1966 في كولومبوس، أوهايو، الولايات المتحدة، هي ممثلة أمريكية.

## وصلات خارجية
- ايمي ليندساي على موقع IMDb (الإنجليزية)
- ايمي ليندساي على موقع ألو سيني (الفرنسية)
- ايمي ليندساي على موقع أول موفي (الإنجليزية)
- ايمي ليندساي على موقع قاعدة بيانات الفيلم (الإنجليزية)
- ايمي ليندساي على موقع كينوبويسك (الروسية)